# Informe Semanal
 (février 2010).
 (octobre 2023).
 (octobre 2023).
Si vous disposez d'ouvrages ou d'articles de référence ou si vous connaissez des sites web de qualité traitant du thème abordé ici, merci de compléter l'article en donnant les références utiles à sa vérifiabilité et en les liant à la section « Notes et références ».
Informe Semanal est une émission informative qui est diffusée chaque semaine par La 1e chaîne de Televisión Española. C'est une des émissions les plus anciennes de la télévision en Espagne. Ses émissions ont débuté le 31 mars 1973, et depuis cette date, plus de 6 000 reportages sont passées à l'antenne. Actuellement[Quand ?], chaque émission se compose de quatre reportages d'actualité internationale, nationale, société, culture et évènements.
Originellement l'émission s'appelait Semanal Informativo et fut créée et dirigé par le journaliste Pedro Erquicia (es), réunissant un groupe de professionnels de la télévision. L'équipe originelle était composée notamment de Javier Basilio (es), Rafael Martínez-Durbán (es), Carmen Sarmiento (es), Manu Leguineche (es), Emilio Martínez-Lázaro et Jose Antonio Silva (es).
Pendant son histoire ont participé plusieurs personnalités, telles que Baltasar Magro (es), Ramón Colom (es), Ana Asensio (es) et Vicente Botín (es).
Avec trois décennies d'émissions continues, plus de 1 500 semaines à l'antenne et 6 240 reportages, c'est l'émission informative la plus ancienne de la télévision en Espagne, et le Dean[Quoi ?] de la télévision européenne, étant la plus récompensée de l'histoire et celle qui enregistre les meilleurs scores d'audience avec 2,5 millions de téléspectateurs fidèles depuis 30 ans.

## Histoire
Informe Semanal va être diffusée pour la première fois le 3 mars 1973, sous le nom de Semanal Informativo, qui incluait un petit flash informatif en début d'émission. En 1974 elle va adopter le nom et le format qu'elle a maintenus peu ou prou jusqu'à aujourd'hui[Quand ?].
Pedro Erquicia fut chargé de lancer cette nouvelle émission avec un format de grand magazine informatif, une grande revue de télévision qui traiterait aussi bien les affaires nationales que celles internationales et qui se conformerait au besoin des téléspectateurs de voir d'une façon approfondie, depuis des angles de vue différents, les thèmes d'intérêt de la semaine.
L'émission est réputée pour sa crédibilité. Elle obtient les meilleurs scores d'acceptation, en comparaison avec les autres programmes de télévision de l'Espagne, selon les organismes étudiant les audiences de la télévision. Depuis deux années Informe Semanal a été confirmé comme le programme le plus apprécié par les téléspectateurs.
Informe Semanal a été consolidée, spécialement, dans les années de la transition. Pour la première fois dans l'histoire de TVE, une émission informative occupait le haut du classement des émissions, au-dessus des espaces de fiction et de loisirs. Une nouveauté qui va le distinguer depuis ses débuts fut l'incorporation du réalisateur de reportages, une figure nouvelle dans le concept du journalisme télévisé en Espagne.
Avec l'arrivée des années 1980, l'émission s'adapte aux nouvelles technologies. Le cinéma est abandonné en profit de la vidéo, qui facilite beaucoup le travail d'élaboration de reportages, spécialement ceux de dernière minute. 
Le soin apporté au traitement audiovisuel des reportages a été une des clés de la réussite d'Informe Semanal.

## Prix
Pendant plus de trois décennies, Informe Semanal a reçu de nombreux prix et reconnaissances nationales et internationales. C'est une des émissions les plus distinguées de l'histoire de la télévision. Parmi ces prix, on distingue les suivants :
- TP de Oro : meilleure émission informative et de reportages.
- Finaliste au festival de télévision de Monte-Carlo.
- Meilleure émission informative. Premios Iris (es).
- Prix Manos Unidas (es).
- Prix A la no violencia. Instituto de las Mujeres.
- Prix IMSERSO (es) Infante Cristina, 2003 et 2005.